# Paris–Roubaix 2021
Der Radsportklassiker Paris–Roubaix 2021 war die 118. Austragung des französischen Eintagesrennens und fand am Sonntag, 3. Oktober 2021 statt als Teil der UCI WorldTour 2021. Paris–Roubaix gehört wie Mailand–Sanremo, die Flandern-Rundfahrt, Lüttich–Bastogne–Lüttich und Il Lombardia zu den fünf Monumenten des Radsports.
Aufgrund der Corona-Situation im Frühjahr in Nordfrankreich wurde Paris–Roubaix vom 11. April auf den 3. Oktober verschoben. Im Jahr zuvor hatte das Rennen abgesagt werden müssen. 2021 wurde zudem erstmals auch ein Frauenrennen ausgetragen.

## Teilnehmende Mannschaften und Fahrer
Neben den 19 UCI WorldTeams standen sechs UCI ProTeams am Start. Für jedes Team, mit Ausnahme von BikeExchange, starteten sieben Fahrer. Von den 174 Fahrern erreichten 95 Fahrer das Ziel.
| WorldTeams (19)- AG2R Citroën Team - Astana-Premier Tech - Bahrain Victorious - Bora-Hansgrohe - Cofidis - Deceuninck-Quick Step - EF Education-Nippo - Groupama-FDJ - Ineos Grenadiers - Intermarché-Wanty-Gobert Matériaux - Israel Start-Up Nation - Jumbo-Visma - Lotto Soudal - Movistar Team - Qhubeka NextHash - Team BikeExchange - Team DSM - Trek-Segafredo - UAE Team Emirates ProTeams (6)- Alpecin-Fenix - Arkéa-Samsic - B&B Hotels p/b KTM - Bingoal Pauwels Sauces WB - Delko - TotalEnergies |
| |

Mit dem Titelverteidiger Philippe Gilbert (Lotto Soudal), Peter Sagan (Bora-Hansgrohe), Greg Van Avermaet (AG2R Citroën), John Degenkolb (Lotto Soudal), Niki Terpstra (TotalEnergies) standen fünf ehemalige Gewinner des Rennens am Start.
Als Favoriten galten Wout van Aert (Jumbo-Visma), Mathieu van der Poel (Alpecin-Fenix), der Flandern-Rundfahrt-Sieger Kasper Asgreen, Yves Lampaert, Zdeněk Štybar (alle Deceuninck-Quick-Step), der Mailand-Sanremo-Sieger Jasper Stuyven, Mads Pedersen (beide Trek-Segafredo), Peter Sagan, Nils Politt (beide Bora-Hansgrohe), Greg Van Avermaet (AG2R Citroën), Sep Vanmarcke (Israel Start-Up Nation), der Europameister Sonny Colbrelli (Bahrain Victorious), Dylan van Baarle (Ineos Grenadiers).
Mit John Degenkolb (Lotto Soudal), Mike Teunissen (Jumbo-Visma), Matej Mohorič (Bahrain Victorious), Oliver Naesen (AG2R Citroën), Stefan Küng (Groupama-FDJ), Michael Valgren, Sebastian Langeveld (beide EF Education-Nippo), Alexander Kristoff, Matteo Trentin (beide UAE Team Emirates), Michał Kwiatkowski, Luke Rowe, Gianni Moscon (alle Ineos Grenadiers), Anthony Turgis, Edvald Boasson Hagen (beide TotalEnergies), Søren Kragh Andersen (DSM), Iván García Cortina, Imanol Erviti (Movistar) und Christophe Laporte (Cofidis) standen weitere Klassiker-Spezialisten am Start.
| Lotto-Soudal LTS | Lotto-Soudal LTS         | Lotto-Soudal LTS |
| ---------------- | ------------------------ | ---------------- |
| Nr.              | Fahrer                   | Platz            |
| 1                | Philippe Gilbert (BEL)   | 29.              |
| 2                | Florian Vermeersch (BEL) | 2.               |
| 3                | Frederik Frison (BEL)    | 92.              |
| 4                | Sébastien Grignard (BEL) | HD               |
| 5                | Harry Sweeny (AUS)       | 39.              |
| 6                | Tosh Van der Sande (BEL) | 37.              |
| 7                | John Degenkolb (GER)     | 51.              |

| Bora-Hansgrohe BOH | Bora-Hansgrohe BOH                   | Bora-Hansgrohe BOH |
| ------------------ | ------------------------------------ | ------------------ |
| Nr.                | Fahrer                               | Platz              |
| 11                 | Peter Sagan (SVK) (Straße)           | 55.                |
| 12                 | Nils Politt (GER)                    | DNF                |
| 13                 | Maciej Bodnar (POL)                  | HD                 |
| 14                 | Jordi Meeus (BEL)                    | 87.                |
| 15                 | Daniel Oss (ITA)                     | DNF                |
| 16                 | Juraj Sagan (SVK)                    | 72.                |
| 17                 | Maximilian Schachmann (GER) (Straße) | 75.                |

| Deceuninck-Quick Step DQT | Deceuninck-Quick Step DQT | Deceuninck-Quick Step DQT |
| ------------------------- | ------------------------- | ------------------------- |
| Nr.                       | Fahrer                    | Platz                     |
| 21                        | Yves Lampaert (BEL)       | 5.                        |
| 22                        | Kasper Asgreen (DEN)      | 66.                       |
| 23                        | Davide Ballerini (ITA)    | DNF                       |
| 24                        | Tim Declercq (BEL)        | 67.                       |
| 25                        | Florian Sénéchal (FRA)    | 69.                       |
| 26                        | Zdeněk Štybar (CZE)       | 26.                       |
| 27                        | Bert Van Lerberghe (BEL)  | 54.                       |

| Jumbo-Visma TJV | Jumbo-Visma TJV              | Jumbo-Visma TJV |
| --------------- | ---------------------------- | --------------- |
| Nr.             | Fahrer                       | Platz           |
| 31              | Wout van Aert (BEL) (Straße) | 7.              |
| 32              | Edoardo Affini (ITA)         | 80.             |
| 33              | Pascal Eenkhoorn (NED)       | DNF             |
| 34              | Dylan Groenewegen (NED)      | 79.             |
| 35              | Timo Roosen (NED) (Straße)   | 61.             |
| 36              | Mike Teunissen (NED)         | 83.             |
| 37              | Nathan Van Hooydonck (BEL)   | 22.             |

| Israel Start-Up Nation ISN | Israel Start-Up Nation ISN        | Israel Start-Up Nation ISN |
| -------------------------- | --------------------------------- | -------------------------- |
| Nr.                        | Fahrer                            | Platz                      |
| 41                         | Sep Vanmarcke (BEL)               | 23.                        |
| 42                         | Rudy Barbier (FRA)                | 88.                        |
| 43                         | Jenthe Biermans (BEL)             | 45.                        |
| 44                         | Guillaume Boivin (CAN) (Straße)   | 9.                         |
| 45                         | Hugo Hofstetter (FRA)             | DNF                        |
| 46                         | Mads Würtz Schmidt (DEN) (Straße) | DNF                        |
| 47                         | Tom Van Asbroeck (BEL)            | 8.                         |

| Alpecin-Fenix AFC | Alpecin-Fenix AFC             | Alpecin-Fenix AFC |
| ----------------- | ----------------------------- | ----------------- |
| Nr.               | Fahrer                        | Platz             |
| 51                | Mathieu van der Poel (NED)    | 3.                |
| 52                | Silvan Dillier (SUI) (Straße) | 47.               |
| 53                | Senne Leysen (BEL)            | DNF               |
| 54                | Tim Merlier (BEL)             | 46.               |
| 55                | Jasper Philipsen (BEL)        | DNF               |
| 56                | Jonas Rickaert (BEL)          | 43.               |
| 57                | Gianni Vermeersch (BEL)       | 15.               |

| Trek-Segafredo TFS | Trek-Segafredo TFS          | Trek-Segafredo TFS |
| ------------------ | --------------------------- | ------------------ |
| Nr.                | Fahrer                      | Platz              |
| 61                 | Jasper Stuyven (BEL)        | 25.                |
| 62                 | Alex Kirsch (LUX)           | DNF                |
| 63                 | Emīls Liepiņš (LAT)         | 94.                |
| 64                 | Mads Pedersen (DEN)         | DNF                |
| 65                 | Quinn Simmons (USA)         | DNF                |
| 66                 | Toms Skujiņš (LAT) (Straße) | 42.                |
| 67                 | Edward Theuns (BEL)         | DNF                |

| Bahrain Victorious TBV | Bahrain Victorious TBV         | Bahrain Victorious TBV |
| ---------------------- | ------------------------------ | ---------------------- |
| Nr.                    | Fahrer                         | Platz                  |
| 71                     | Sonny Colbrelli (ITA) (Straße) | 1.                     |
| 72                     | Marco Haller (AUT)             | 17.                    |
| 73                     | Heinrich Haussler (AUS)        | 10.                    |
| 74                     | Jonathan Milan (ITA)           | DNF                    |
| 75                     | Matej Mohorič (SLO) (Straße)   | DNF                    |
| 76                     | Marcel Sieberg (GER)           | DNF                    |
| 77                     | Fred Wright (GBR)              | 49.                    |

| AG2R Citroën Team ACT | AG2R Citroën Team ACT   | AG2R Citroën Team ACT |
| --------------------- | ----------------------- | --------------------- |
| Nr.                   | Fahrer                  | Platz                 |
| 81                    | Greg Van Avermaet (BEL) | 32.                   |
| 82                    | Stan Dewulf (BEL)       | 56.                   |
| 83                    | Lawrence Naesen (BEL)   | 73.                   |
| 84                    | Oliver Naesen (BEL)     | 50.                   |
| 85                    | Michael Schär (SUI)     | DNF                   |
| 86                    | Damien Touzé (FRA)      | DNF                   |
| 87                    | Gijs Van Hoecke (BEL)   | DNF                   |

| Groupama-FDJ GFC | Groupama-FDJ GFC      | Groupama-FDJ GFC |
| ---------------- | --------------------- | ---------------- |
| Nr.              | Fahrer                | Platz            |
| 91               | Arnaud Démare (FRA)   | 34.              |
| 92               | Clément Davy (FRA)    | 35.              |
| 93               | Stefan Küng (SUI)     | DNF              |
| 94               | Olivier Le Gac (FRA)  | DNF              |
| 95               | Fabian Lienhard (SUI) | DNF              |
| 96               | Ramon Sinkeldam (NED) | HD               |
| 97               | Jake Stewart (GBR)    | DNF              |

| EF Education-Nippo EFN | EF Education-Nippo EFN    | EF Education-Nippo EFN |
| ---------------------- | ------------------------- | ---------------------- |
| Nr.                    | Fahrer                    | Platz                  |
| 101                    | Michael Valgren (DEN)     | DNF                    |
| 102                    | Stefan Bissegger (SUI)    | 60.                    |
| 103                    | Mitchell Docker (AUS)     | DNF                    |
| 104                    | Sebastian Langeveld (NED) | 16.                    |
| 105                    | Jonas Rutsch (GER)        | 11.                    |
| 106                    | Thomas Scully (NZL)       | 78.                    |
| 107                    | Julius van den Berg (NED) | 59.                    |

| Cofidis COF | Cofidis COF              | Cofidis COF |
| ----------- | ------------------------ | ----------- |
| Nr.         | Fahrer                   | Platz       |
| 111         | Christophe Laporte (FRA) | 6.          |
| 112         | Piet Allegaert (BEL)     | 85.         |
| 113         | Tom Bohli (SUI)          | 70.         |
| 114         | Jempy Drucker (LUX)      | DNF         |
| 115         | Eddy Finé (FRA)          | 91.         |
| 116         | André Carvalho (POR)     | DNF         |
| 117         | Szymon Sajnok (POL)      | 82.         |

| UAE Team Emirates UAD | UAE Team Emirates UAD      | UAE Team Emirates UAD |
| --------------------- | -------------------------- | --------------------- |
| Nr.                   | Fahrer                     | Platz                 |
| 121                   | Alexander Kristoff (NOR)   | 14.                   |
| 122                   | Mikkel Bjerg (DEN)         | 76.                   |
| 123                   | Sven Erik Bystrøm (NOR)    | DNF                   |
| 124                   | Fernando Gaviria (COL)     | DNF                   |
| 125                   | Vegard Stake Laengen (NOR) | DNF                   |
| 126                   | Rui Oliveira (POR)         | DNF                   |
| 127                   | Matteo Trentin (ITA)       | DNF                   |

| Ineos Grenadiers IGD | Ineos Grenadiers IGD     | Ineos Grenadiers IGD |
| -------------------- | ------------------------ | -------------------- |
| Nr.                  | Fahrer                   | Platz                |
| 131                  | Dylan van Baarle (NED)   | HD                   |
| 132                  | Leonardo Basso (ITA)     | DNF                  |
| 133                  | Owain Doull (GBR)        | 58.                  |
| 134                  | Michał Gołaś (POL)       | DNF                  |
| 135                  | Michał Kwiatkowski (POL) | 68.                  |
| 136                  | Gianni Moscon (ITA)      | 4.                   |
| 137                  | Luke Rowe (GBR)          | 65.                  |

| TotalEnergies TDE | TotalEnergies TDE          | TotalEnergies TDE |
| ----------------- | -------------------------- | ----------------- |
| Nr.               | Fahrer                     | Platz             |
| 141               | Anthony Turgis (FRA)       | 13.               |
| 142               | Niki Terpstra (NED)        | HD                |
| 143               | Edvald Boasson Hagen (NOR) | 30.               |
| 144               | Florian Maitre (FRA)       | HD                |
| 145               | Adrien Petit (FRA)         | 74.               |
| 146               | Geoffrey Soupe (FRA)       | DNF               |
| 147               | Dries Van Gestel (BEL)     | 31.               |

| BikeExchange BEX | BikeExchange BEX              | BikeExchange BEX |
| ---------------- | ----------------------------- | ---------------- |
| Nr.              | Fahrer                        | Platz            |
| 151              | Luke Durbridge (AUS)          | 52.              |
| 152              | Jack Bauer (NZL)              | 64.              |
| 153              | Sam Bewley (NZL)              | DNF              |
| 154              | Christopher Juul-Jensen (DEN) | DNF              |
| 155              | Barnabás Peák (HUN)           | DNF              |
| 156              | Robert Stannard (AUS)         | 81.              |

| Delko DKO | Delko DKO                 | Delko DKO |
| --------- | ------------------------- | --------- |
| Nr.       | Fahrer                    | Platz     |
| 161       | Evaldas Šiškevičius (LTU) | 33.       |
| 162       | Pierre Barbier (FRA)      | DNF       |
| 163       | Clément Carisey (FRA)     | DNF       |
| 164       | Alexandre Delettre (FRA)  | DNF       |
| 165       | August Jensen (NOR)       | DNF       |
| 166       | Dušan Rajović (SRB)       | DNF       |
| 167       | Julien Trarieux (FRA)     | DNF       |

| Team DSM DSM | Team DSM DSM               | Team DSM DSM |
| ------------ | -------------------------- | ------------ |
| Nr.          | Fahrer                     | Platz        |
| 171          | Søren Kragh Andersen (DEN) | 24.          |
| 172          | Nikias Arndt (GER)         | DNF          |
| 173          | Cees Bol (NED)             | 48.          |
| 174          | Nils Eekhoff (NED)         | 44.          |
| 175          | Max Kanter (GER)           | DNF          |
| 176          | Casper Pedersen (DEN)      | DNF          |
| 177          | Jasha Sütterlin (GER)      | DNF          |

| Intermarché-Wanty-Gobert Matériaux IWG | Intermarché-Wanty-Gobert Matériaux IWG | Intermarché-Wanty-Gobert Matériaux IWG |
| -------------------------------------- | -------------------------------------- | -------------------------------------- |
| Nr.                                    | Fahrer                                 | Platz                                  |
| 181                                    | Taco van der Hoorn (NED)               | 40.                                    |
| 182                                    | Aimé De Gendt (BEL)                    | DNF                                    |
| 183                                    | Tom Devriendt (BEL)                    | DNF                                    |
| 184                                    | Wesley Kreder (NED)                    | 77.                                    |
| 185                                    | Baptiste Planckaert (BEL)              | 19.                                    |
| 186                                    | Kévin Van Melsen (BEL)                 | DNF                                    |
| 187                                    | Pieter Vanspeybrouck (BEL)             | DNF                                    |

| Qhubeka NextHash TQA | Qhubeka NextHash TQA              | Qhubeka NextHash TQA |
| -------------------- | --------------------------------- | -------------------- |
| Nr.                  | Fahrer                            | Platz                |
| 191                  | Victor Campenaerts (BEL)          | DNF                  |
| 192                  | Dimitri Claeys (BEL)              | DNF                  |
| 193                  | Simon Clarke (AUS)                | 53.                  |
| 194                  | Michael Gogl (AUT)                | DNF                  |
| 195                  | Reinardt Janse van Rensburg (RSA) | 86.                  |
| 196                  | Giacomo Nizzolo (ITA)             | DNF                  |
| 197                  | Max Walscheid (GER)               | 12.                  |

| Movistar Team MOV | Movistar Team MOV         | Movistar Team MOV |
| ----------------- | ------------------------- | ----------------- |
| Nr.               | Fahrer                    | Platz             |
| 201               | Iván García Cortina (ESP) | 27.               |
| 202               | Gabriel Cullaigh (GBR)    | DNF               |
| 203               | Imanol Erviti (ESP)       | DNF               |
| 204               | Juri Hollmann (GER)       | DNF               |
| 205               | Mathias Norsgaard (DEN)   | 84.               |
| 206               | Matteo Jorgenson (USA)    | 63.               |
| 207               | Lluís Mas (ESP)           | 93.               |

| Arkéa-Samsic ARK | Arkéa-Samsic ARK        | Arkéa-Samsic ARK |
| ---------------- | ----------------------- | ---------------- |
| Nr.              | Fahrer                  | Platz            |
| 211              | Connor Swift (GBR)      | 28.              |
| 212              | Amaury Capiot (BEL)     | 18.              |
| 213              | Benjamin Declercq (BEL) | DNF              |
| 214              | Daniel McLay (GBR)      | DNF              |
| 215              | Christophe Noppe (BEL)  | 89.              |
| 216              | Clément Russo (FRA)     | 71.              |
| 217              | Bram Welten (NED)       | 41.              |

| Astana-Premier Tech APT | Astana-Premier Tech APT         | Astana-Premier Tech APT |
| ----------------------- | ------------------------------- | ----------------------- |
| Nr.                     | Fahrer                          | Platz                   |
| 221                     | Hugo Houle (CAN)                | DNF                     |
| 222                     | Gleb Brussenski (KAZ)           | DNF                     |
| 223                     | Jewgeni Fjodorow (KAZ) (Straße) | DNF                     |
| 224                     | Jewgeni Giditsch (KAZ)          | DNF                     |
| 225                     | Dmitri Grusdew (KAZ)            | DNF                     |
| 226                     | Davide Martinelli (ITA)         | HD                      |
| 227                     | Benjamin Perry (CAN)            | HD                      |

| B&B Hotels p/b KTM BBK | B&B Hotels p/b KTM BBK    | B&B Hotels p/b KTM BBK |
| ---------------------- | ------------------------- | ---------------------- |
| Nr.                    | Fahrer                    | Platz                  |
| 231                    | Bert De Backer (BEL)      | 38.                    |
| 232                    | Jens Debusschere (BEL)    | DNF                    |
| 233                    | Quentin Jauregui (FRA)    | DNF                    |
| 234                    | Jérémy Lecroq (FRA)       | DNF                    |
| 235                    | Cyril Lemoine (FRA)       | 57.                    |
| 236                    | Luca Mozzato (ITA)        | 20.                    |
| 237                    | Jonas Van Genechten (BEL) | DNF                    |

| Bingoal Pauwels Sauces WB BWB | Bingoal Pauwels Sauces WB BWB | Bingoal Pauwels Sauces WB BWB |
| ----------------------------- | ----------------------------- | ----------------------------- |
| Nr.                           | Fahrer                        | Platz                         |
| 241                           | Laurenz Rex (BEL)             | 21.                           |
| 242                           | Jonas Castrique (BEL)         | DNF                           |
| 243                           | Timothy Dupont (BEL)          | 90.                           |
| 244                           | Arjen Livyns (BEL)            | 62.                           |
| 245                           | Tom Paquot (BEL)              | HD                            |
| 246                           | Ludovic Robeet (BEL)          | 36.                           |
| 247                           | Tom Wirtgen (LUX)             | HD                            |

| Lotto-Soudal LTS | Lotto-Soudal LTS         | Lotto-Soudal LTS |
| ---------------- | ------------------------ | ---------------- |
| Nr.              | Fahrer                   | Platz            |
| 1                | Philippe Gilbert (BEL)   | 29.              |
| 2                | Florian Vermeersch (BEL) | 2.               |
| 3                | Frederik Frison (BEL)    | 92.              |
| 4                | Sébastien Grignard (BEL) | HD               |
| 5                | Harry Sweeny (AUS)       | 39.              |
| 6                | Tosh Van der Sande (BEL) | 37.              |
| 7                | John Degenkolb (GER)     | 51.              |

| Bora-Hansgrohe BOH | Bora-Hansgrohe BOH                   | Bora-Hansgrohe BOH |
| ------------------ | ------------------------------------ | ------------------ |
| Nr.                | Fahrer                               | Platz              |
| 11                 | Peter Sagan (SVK) (Straße)           | 55.                |
| 12                 | Nils Politt (GER)                    | DNF                |
| 13                 | Maciej Bodnar (POL)                  | HD                 |
| 14                 | Jordi Meeus (BEL)                    | 87.                |
| 15                 | Daniel Oss (ITA)                     | DNF                |
| 16                 | Juraj Sagan (SVK)                    | 72.                |
| 17                 | Maximilian Schachmann (GER) (Straße) | 75.                |

| Deceuninck-Quick Step DQT | Deceuninck-Quick Step DQT | Deceuninck-Quick Step DQT |
| ------------------------- | ------------------------- | ------------------------- |
| Nr.                       | Fahrer                    | Platz                     |
| 21                        | Yves Lampaert (BEL)       | 5.                        |
| 22                        | Kasper Asgreen (DEN)      | 66.                       |
| 23                        | Davide Ballerini (ITA)    | DNF                       |
| 24                        | Tim Declercq (BEL)        | 67.                       |
| 25                        | Florian Sénéchal (FRA)    | 69.                       |
| 26                        | Zdeněk Štybar (CZE)       | 26.                       |
| 27                        | Bert Van Lerberghe (BEL)  | 54.                       |

| Jumbo-Visma TJV | Jumbo-Visma TJV              | Jumbo-Visma TJV |
| --------------- | ---------------------------- | --------------- |
| Nr.             | Fahrer                       | Platz           |
| 31              | Wout van Aert (BEL) (Straße) | 7.              |
| 32              | Edoardo Affini (ITA)         | 80.             |
| 33              | Pascal Eenkhoorn (NED)       | DNF             |
| 34              | Dylan Groenewegen (NED)      | 79.             |
| 35              | Timo Roosen (NED) (Straße)   | 61.             |
| 36              | Mike Teunissen (NED)         | 83.             |
| 37              | Nathan Van Hooydonck (BEL)   | 22.             |

| Israel Start-Up Nation ISN | Israel Start-Up Nation ISN        | Israel Start-Up Nation ISN |
| -------------------------- | --------------------------------- | -------------------------- |
| Nr.                        | Fahrer                            | Platz                      |
| 41                         | Sep Vanmarcke (BEL)               | 23.                        |
| 42                         | Rudy Barbier (FRA)                | 88.                        |
| 43                         | Jenthe Biermans (BEL)             | 45.                        |
| 44                         | Guillaume Boivin (CAN) (Straße)   | 9.                         |
| 45                         | Hugo Hofstetter (FRA)             | DNF                        |
| 46                         | Mads Würtz Schmidt (DEN) (Straße) | DNF                        |
| 47                         | Tom Van Asbroeck (BEL)            | 8.                         |

| Alpecin-Fenix AFC | Alpecin-Fenix AFC             | Alpecin-Fenix AFC |
| ----------------- | ----------------------------- | ----------------- |
| Nr.               | Fahrer                        | Platz             |
| 51                | Mathieu van der Poel (NED)    | 3.                |
| 52                | Silvan Dillier (SUI) (Straße) | 47.               |
| 53                | Senne Leysen (BEL)            | DNF               |
| 54                | Tim Merlier (BEL)             | 46.               |
| 55                | Jasper Philipsen (BEL)        | DNF               |
| 56                | Jonas Rickaert (BEL)          | 43.               |
| 57                | Gianni Vermeersch (BEL)       | 15.               |

| Trek-Segafredo TFS | Trek-Segafredo TFS          | Trek-Segafredo TFS |
| ------------------ | --------------------------- | ------------------ |
| Nr.                | Fahrer                      | Platz              |
| 61                 | Jasper Stuyven (BEL)        | 25.                |
| 62                 | Alex Kirsch (LUX)           | DNF                |
| 63                 | Emīls Liepiņš (LAT)         | 94.                |
| 64                 | Mads Pedersen (DEN)         | DNF                |
| 65                 | Quinn Simmons (USA)         | DNF                |
| 66                 | Toms Skujiņš (LAT) (Straße) | 42.                |
| 67                 | Edward Theuns (BEL)         | DNF                |

| Bahrain Victorious TBV | Bahrain Victorious TBV         | Bahrain Victorious TBV |
| ---------------------- | ------------------------------ | ---------------------- |
| Nr.                    | Fahrer                         | Platz                  |
| 71                     | Sonny Colbrelli (ITA) (Straße) | 1.                     |
| 72                     | Marco Haller (AUT)             | 17.                    |
| 73                     | Heinrich Haussler (AUS)        | 10.                    |
| 74                     | Jonathan Milan (ITA)           | DNF                    |
| 75                     | Matej Mohorič (SLO) (Straße)   | DNF                    |
| 76                     | Marcel Sieberg (GER)           | DNF                    |
| 77                     | Fred Wright (GBR)              | 49.                    |

| AG2R Citroën Team ACT | AG2R Citroën Team ACT   | AG2R Citroën Team ACT |
| --------------------- | ----------------------- | --------------------- |
| Nr.                   | Fahrer                  | Platz                 |
| 81                    | Greg Van Avermaet (BEL) | 32.                   |
| 82                    | Stan Dewulf (BEL)       | 56.                   |
| 83                    | Lawrence Naesen (BEL)   | 73.                   |
| 84                    | Oliver Naesen (BEL)     | 50.                   |
| 85                    | Michael Schär (SUI)     | DNF                   |
| 86                    | Damien Touzé (FRA)      | DNF                   |
| 87                    | Gijs Van Hoecke (BEL)   | DNF                   |

| Groupama-FDJ GFC | Groupama-FDJ GFC      | Groupama-FDJ GFC |
| ---------------- | --------------------- | ---------------- |
| Nr.              | Fahrer                | Platz            |
| 91               | Arnaud Démare (FRA)   | 34.              |
| 92               | Clément Davy (FRA)    | 35.              |
| 93               | Stefan Küng (SUI)     | DNF              |
| 94               | Olivier Le Gac (FRA)  | DNF              |
| 95               | Fabian Lienhard (SUI) | DNF              |
| 96               | Ramon Sinkeldam (NED) | HD               |
| 97               | Jake Stewart (GBR)    | DNF              |

| EF Education-Nippo EFN | EF Education-Nippo EFN    | EF Education-Nippo EFN |
| ---------------------- | ------------------------- | ---------------------- |
| Nr.                    | Fahrer                    | Platz                  |
| 101                    | Michael Valgren (DEN)     | DNF                    |
| 102                    | Stefan Bissegger (SUI)    | 60.                    |
| 103                    | Mitchell Docker (AUS)     | DNF                    |
| 104                    | Sebastian Langeveld (NED) | 16.                    |
| 105                    | Jonas Rutsch (GER)        | 11.                    |
| 106                    | Thomas Scully (NZL)       | 78.                    |
| 107                    | Julius van den Berg (NED) | 59.                    |

| Cofidis COF | Cofidis COF              | Cofidis COF |
| ----------- | ------------------------ | ----------- |
| Nr.         | Fahrer                   | Platz       |
| 111         | Christophe Laporte (FRA) | 6.          |
| 112         | Piet Allegaert (BEL)     | 85.         |
| 113         | Tom Bohli (SUI)          | 70.         |
| 114         | Jempy Drucker (LUX)      | DNF         |
| 115         | Eddy Finé (FRA)          | 91.         |
| 116         | André Carvalho (POR)     | DNF         |
| 117         | Szymon Sajnok (POL)      | 82.         |

| UAE Team Emirates UAD | UAE Team Emirates UAD      | UAE Team Emirates UAD |
| --------------------- | -------------------------- | --------------------- |
| Nr.                   | Fahrer                     | Platz                 |
| 121                   | Alexander Kristoff (NOR)   | 14.                   |
| 122                   | Mikkel Bjerg (DEN)         | 76.                   |
| 123                   | Sven Erik Bystrøm (NOR)    | DNF                   |
| 124                   | Fernando Gaviria (COL)     | DNF                   |
| 125                   | Vegard Stake Laengen (NOR) | DNF                   |
| 126                   | Rui Oliveira (POR)         | DNF                   |
| 127                   | Matteo Trentin (ITA)       | DNF                   |

| Ineos Grenadiers IGD | Ineos Grenadiers IGD     | Ineos Grenadiers IGD |
| -------------------- | ------------------------ | -------------------- |
| Nr.                  | Fahrer                   | Platz                |
| 131                  | Dylan van Baarle (NED)   | HD                   |
| 132                  | Leonardo Basso (ITA)     | DNF                  |
| 133                  | Owain Doull (GBR)        | 58.                  |
| 134                  | Michał Gołaś (POL)       | DNF                  |
| 135                  | Michał Kwiatkowski (POL) | 68.                  |
| 136                  | Gianni Moscon (ITA)      | 4.                   |
| 137                  | Luke Rowe (GBR)          | 65.                  |

| TotalEnergies TDE | TotalEnergies TDE          | TotalEnergies TDE |
| ----------------- | -------------------------- | ----------------- |
| Nr.               | Fahrer                     | Platz             |
| 141               | Anthony Turgis (FRA)       | 13.               |
| 142               | Niki Terpstra (NED)        | HD                |
| 143               | Edvald Boasson Hagen (NOR) | 30.               |
| 144               | Florian Maitre (FRA)       | HD                |
| 145               | Adrien Petit (FRA)         | 74.               |
| 146               | Geoffrey Soupe (FRA)       | DNF               |
| 147               | Dries Van Gestel (BEL)     | 31.               |

| BikeExchange BEX | BikeExchange BEX              | BikeExchange BEX |
| ---------------- | ----------------------------- | ---------------- |
| Nr.              | Fahrer                        | Platz            |
| 151              | Luke Durbridge (AUS)          | 52.              |
| 152              | Jack Bauer (NZL)              | 64.              |
| 153              | Sam Bewley (NZL)              | DNF              |
| 154              | Christopher Juul-Jensen (DEN) | DNF              |
| 155              | Barnabás Peák (HUN)           | DNF              |
| 156              | Robert Stannard (AUS)         | 81.              |

| Delko DKO | Delko DKO                 | Delko DKO |
| --------- | ------------------------- | --------- |
| Nr.       | Fahrer                    | Platz     |
| 161       | Evaldas Šiškevičius (LTU) | 33.       |
| 162       | Pierre Barbier (FRA)      | DNF       |
| 163       | Clément Carisey (FRA)     | DNF       |
| 164       | Alexandre Delettre (FRA)  | DNF       |
| 165       | August Jensen (NOR)       | DNF       |
| 166       | Dušan Rajović (SRB)       | DNF       |
| 167       | Julien Trarieux (FRA)     | DNF       |

| Team DSM DSM | Team DSM DSM               | Team DSM DSM |
| ------------ | -------------------------- | ------------ |
| Nr.          | Fahrer                     | Platz        |
| 171          | Søren Kragh Andersen (DEN) | 24.          |
| 172          | Nikias Arndt (GER)         | DNF          |
| 173          | Cees Bol (NED)             | 48.          |
| 174          | Nils Eekhoff (NED)         | 44.          |
| 175          | Max Kanter (GER)           | DNF          |
| 176          | Casper Pedersen (DEN)      | DNF          |
| 177          | Jasha Sütterlin (GER)      | DNF          |

| Intermarché-Wanty-Gobert Matériaux IWG | Intermarché-Wanty-Gobert Matériaux IWG | Intermarché-Wanty-Gobert Matériaux IWG |
| -------------------------------------- | -------------------------------------- | -------------------------------------- |
| Nr.                                    | Fahrer                                 | Platz                                  |
| 181                                    | Taco van der Hoorn (NED)               | 40.                                    |
| 182                                    | Aimé De Gendt (BEL)                    | DNF                                    |
| 183                                    | Tom Devriendt (BEL)                    | DNF                                    |
| 184                                    | Wesley Kreder (NED)                    | 77.                                    |
| 185                                    | Baptiste Planckaert (BEL)              | 19.                                    |
| 186                                    | Kévin Van Melsen (BEL)                 | DNF                                    |
| 187                                    | Pieter Vanspeybrouck (BEL)             | DNF                                    |

| Qhubeka NextHash TQA | Qhubeka NextHash TQA              | Qhubeka NextHash TQA |
| -------------------- | --------------------------------- | -------------------- |
| Nr.                  | Fahrer                            | Platz                |
| 191                  | Victor Campenaerts (BEL)          | DNF                  |
| 192                  | Dimitri Claeys (BEL)              | DNF                  |
| 193                  | Simon Clarke (AUS)                | 53.                  |
| 194                  | Michael Gogl (AUT)                | DNF                  |
| 195                  | Reinardt Janse van Rensburg (RSA) | 86.                  |
| 196                  | Giacomo Nizzolo (ITA)             | DNF                  |
| 197                  | Max Walscheid (GER)               | 12.                  |

| Movistar Team MOV | Movistar Team MOV         | Movistar Team MOV |
| ----------------- | ------------------------- | ----------------- |
| Nr.               | Fahrer                    | Platz             |
| 201               | Iván García Cortina (ESP) | 27.               |
| 202               | Gabriel Cullaigh (GBR)    | DNF               |
| 203               | Imanol Erviti (ESP)       | DNF               |
| 204               | Juri Hollmann (GER)       | DNF               |
| 205               | Mathias Norsgaard (DEN)   | 84.               |
| 206               | Matteo Jorgenson (USA)    | 63.               |
| 207               | Lluís Mas (ESP)           | 93.               |

| Arkéa-Samsic ARK | Arkéa-Samsic ARK        | Arkéa-Samsic ARK |
| ---------------- | ----------------------- | ---------------- |
| Nr.              | Fahrer                  | Platz            |
| 211              | Connor Swift (GBR)      | 28.              |
| 212              | Amaury Capiot (BEL)     | 18.              |
| 213              | Benjamin Declercq (BEL) | DNF              |
| 214              | Daniel McLay (GBR)      | DNF              |
| 215              | Christophe Noppe (BEL)  | 89.              |
| 216              | Clément Russo (FRA)     | 71.              |
| 217              | Bram Welten (NED)       | 41.              |

| Astana-Premier Tech APT | Astana-Premier Tech APT         | Astana-Premier Tech APT |
| ----------------------- | ------------------------------- | ----------------------- |
| Nr.                     | Fahrer                          | Platz                   |
| 221                     | Hugo Houle (CAN)                | DNF                     |
| 222                     | Gleb Brussenski (KAZ)           | DNF                     |
| 223                     | Jewgeni Fjodorow (KAZ) (Straße) | DNF                     |
| 224                     | Jewgeni Giditsch (KAZ)          | DNF                     |
| 225                     | Dmitri Grusdew (KAZ)            | DNF                     |
| 226                     | Davide Martinelli (ITA)         | HD                      |
| 227                     | Benjamin Perry (CAN)            | HD                      |

| B&B Hotels p/b KTM BBK | B&B Hotels p/b KTM BBK    | B&B Hotels p/b KTM BBK |
| ---------------------- | ------------------------- | ---------------------- |
| Nr.                    | Fahrer                    | Platz                  |
| 231                    | Bert De Backer (BEL)      | 38.                    |
| 232                    | Jens Debusschere (BEL)    | DNF                    |
| 233                    | Quentin Jauregui (FRA)    | DNF                    |
| 234                    | Jérémy Lecroq (FRA)       | DNF                    |
| 235                    | Cyril Lemoine (FRA)       | 57.                    |
| 236                    | Luca Mozzato (ITA)        | 20.                    |
| 237                    | Jonas Van Genechten (BEL) | DNF                    |

| Bingoal Pauwels Sauces WB BWB | Bingoal Pauwels Sauces WB BWB | Bingoal Pauwels Sauces WB BWB |
| ----------------------------- | ----------------------------- | ----------------------------- |
| Nr.                           | Fahrer                        | Platz                         |
| 241                           | Laurenz Rex (BEL)             | 21.                           |
| 242                           | Jonas Castrique (BEL)         | DNF                           |
| 243                           | Timothy Dupont (BEL)          | 90.                           |
| 244                           | Arjen Livyns (BEL)            | 62.                           |
| 245                           | Tom Paquot (BEL)              | HD                            |
| 246                           | Ludovic Robeet (BEL)          | 36.                           |
| 247                           | Tom Wirtgen (LUX)             | HD                            |

## Streckenführung
Die Strecke führte über 257,7 km von Compiègne über 30 Kopfsteinpflastersektoren nach Roubaix. Insgesamt standen 55 Kilometer Kopfsteinpflaster auf dem Programm. Wie in den vergangenen Austragungen waren die Sektoren absteigend nummeriert und nach ihrer Schwierigkeit gekennzeichnet (5 Sterne = höchste Schwierigkeit).
Der neutralisierte Start erfolgte vor dem Schloss Compiègne. Anschließend führte die Strecke Richtung Norden. Nachdem Saint-Quentin durchfahren worden war, folgte nach 96,3 gefahrenen Kilometern der erste Kopfsteinpflastersektor (Sektor 30: Troisvilles à Inchy). Die erste Möglichkeit einer Selektion bot der berüchtigte Sektor Trouée d’Arenberg (Sektor 19) nach 162,4 gefahrenen Kilometern. Dieser Sektor war der erste von drei Sektoren der höchsten Schwierigkeit. Der Zweite Sektor der höchsten Kategorie war der Sektor von Mons-en-Pévèle (Sektor 11) 48,6 Kilometer vor dem Ziel. Mit dem Carrefour de l’Arbre (Sektor 4) folgte der letzte 5-Sterne-Sektor 17,2 Kilometer vor dem Ziel. Die letzte Möglichkeit, sich auf dem Kopfsteinpflaster abzusetzen, bot der vorletzte Sektor (Willems à Hem).
Nach dem abschließenden Sektor in Roubaix wurde das Finale auf der Radrennbahn von Roubaix ausgetragen. Nachdem die Bahn erreicht worden war, mussten die Fahrer eineinhalb Runden zurücklegen.
| #  |                                     | Kilometer | Länge (km) | Schwierigkeit |
| -- | ----------------------------------- | --------- | ---------- | ------------- |
| 30 | Troisvilles à Inchy                 | 96,3      | 2,2        | ★★★           |
| 29 | Viesly à Quiévy                     | 102,8     | 1,8        | ★★★           |
| 28 | Quiévy à Saint-Python               | 105,4     | 3,7        | ★★★★          |
| 27 | Saint-Python                        | 110,1     | 1,5        | ★★            |
| 26 | Haussy à Saint-Martin-sur-Écaillon  | 116,6     | 0,8        | ★★            |
| 25 | Saint-Martin-sur-Écaillon à Vertain | 120,9     | 2,3        | ★★★           |
| 24 | Capelle-sur-Écaillon à Ruesnes      | 127,3     | 1,7        | ★★★           |
| 23 | Artres à Quérénaing                 | 136,3     | 1,3        | ★★            |
| 22 | Quérénaing à Maing                  | 138,1     | 2,5        | ★★★           |
| 21 | Maing à Monchaux-sur-Écaillon       | 141,2     | 1,6        | ★★★           |
| 20 | Haveluy à Wallers                   | 154,2     | 2,5        | ★★★★          |
| 19 | Trouée d’Arenberg                   | 162,4     | 2,3        | ★★★★★         |
| 18 | Wallers à Hélesmes                  | 168,4     | 1,6        | ★★★           |
| 17 | Hornaing à Wandignies-Hamage        | 175,2     | 3,7        | ★★★★          |
| 16 | Warlaing à Brillon                  | 182,7     | 2,4        | ★★★           |
| 15 | Tilloy – Sars-et-Rosières           | 186,2     | 2,4        | ★★★★          |
| 14 | Beuvry-la-Forêt–Orchies             | 192,5     | 1,4        | ★★★           |
| 13 | Orchies                             | 197,5     | 1,7        | ★★★           |
| 12 | Auchy-lez-Orchies – Bersée          | 203,6     | 2,7        | ★★★★          |
| 11 | Mons-en-Pévèle                      | 209,1     | 3          | ★★★★★         |
| 10 | Mérignies – Avelin                  | 215,1     | 0,7        | ★★            |
| 9  | Pont-Thibaut à Ennevelin            | 218,5     | 1,4        | ★★★           |
| 8  | L'Épinette                          | 223,9     | 0,2        | ★             |
| 8  | Moulin-de-Vertain                   | 224,4     | 0,5        | ★★            |
| 7  | Cysoing à Bourghelles               | 230,8     | 1,3        | ★★★           |
| 6  | Bourghelles à Wannehain             | 233,3     | 1,1        | ★★★           |
| 5  | Camphin-en-Pévèle                   | 237,8     | 1,8        | ★★★★          |
| 4  | Carrefour de l’Arbre                | 240,5     | 2,1        | ★★★★★         |
| 3  | Gruson                              | 242,8     | 1,1        | ★★            |
| 2  | Willems à Hem                       | 249,5     | 1,4        | ★★★           |
| 1  | Espace Charles Crupelandt           | 256,3     | 0,3        | ★             |
|    | Ziel                                | 257,7     |            |               |

## Rennverlauf
Start und frühe Rennphase
Die 118. Austragung von Paris–Roubaix wurde maßgeblich vom Regen und Wind beeinflusst. Bereits beim Start in Compiègne regnete es und die Straßen waren nass.
Nach dem offiziellen Start konnten sich mit Matteo Trentin (UAE Team Emirates), Edward Theuns (Trek-Segafredo) und Max Kanter (DSM) drei Fahrer absetzten. Da der Vorsprung jedoch nie über eine Minute betrug, ließ sich Matteo Trentin wieder ins Hauptfeld zurückfallen. Im Hauptfeld versuchten sich mehrere Fahrer und so wurden auch Edward Theuns und Max Kanter nach 30 Kilometern wieder eingeholt.
Rund 40 Kilometer nach dem Start setzte sich eine große Gruppe mit folgenden Fahrern ab: Timo Roosen, Nathan Van Hooydonck, Edoardo Affini (alle Jumbo-Visma), Luke Rowe, Gianni Moscon, Owain Doull (alle Ineos Grenadiers), Florian Vermeersch, Harry Sweeny, Tosh Van der Sande (alle Lotto Soudal), Luke Durbridge, Robert Stannard (beide BikeExchange), Davide Ballerini, Tim Declercq (Deceuninck-Quick-Step), Imanol Erviti, Matteo Jorgenson (beide Movistar), Marco Haller, Fred Wright (beide Bahrain Victorious), Greg Van Avermaet (AG2R Citroën), Jasper Philipsen (Alpecin-Fenix), André Carvalho (Cofidis), Florian Maitre (TotalEnergies), Stefan Küng (Groupama-FDJ), Vegard Stake Laengen (UAE Team Emirates), Toms Skujiņš (Trek-Segafredo), Max Walscheid (Qhubeka NextHash), Nils Eekhoff (DSM), Daniel Oss (Bora-Hansgrohe), Tom Van Asbroeck (Israel Start-Up Nation), Stefan Bissegger (EF Education-Nippo), Evaldas Šiškevičius (Delko) und Luca Mozzato (B&B Hotels p/b KTM).
Stefan Küng stürzte jedoch nach 61 gefahrenen Kilometern und fiel in das Hauptfeld zurück.
Unmittelbar vor dem ersten Kopfsteinpflaster-Sektor fiel Marc Haller aufgrund eines technischen Defekts aus der Spitzengruppe zurück. Im Hauptfeld ereignete sich in den vorderen Positionen des Feldes ein Sturz in den unter anderen Stefan Küng und Jasper Stuyven (Trek-Segafredo) involviert waren.
Erste Kopftsteinpflaster-Sektoren
Die Spitzengruppe erreichte den ersten von den 30 Sektoren mit einem Vorsprung von über eineinhalb Minuten. Das Hauptfeld zerfiel aufgrund der nassen und schlammigen Bedingungen in viele unterschiedliche Gruppen. Zu den Abgehängten zählten unter anderen mit Nils Politt (Bora Hansgrohe) und Matteo Trentin zwei Mitfavoriten.
Auf dem Sektor 27 setzten sich Max Walscheid, Luke Rowe, Florian Vermeersch und Nils Eekhoff von der Spitzengruppe ab. Dahinter verlor Mathieu van der Poel (Alpecin-Fenix) aufgrund eines technischen Defektes für kurze Zeit den Anschluss zum Hauptfeld. Vor dem Sektor 25 stürzte Peter Sagan auf der nassen Straße. Zwar fuhr der Roubaix-Sieger von 2018 weiter, schaffte es jedoch nicht mehr in das Hauptfeld aufzuschließen.
Auf dem Sektor 24 stürzte Max Walscheid und fiel aus der Spitzengruppe. Luke Rowe ließ sich in die Verfolgergruppe zurückfallen. So verblieben nur Florian Vermeersch und Nils Eekhoff an der Spitze mit einem Vorsprung von etwa 50 Sekunden auf die Verfolger und etwa drei Minuten auf das Hauptfeld, das zu diesem zweitpunkt nur noch aus etwa 30 Fahrern bestand. John Degenkolb (Lotto Soudal) kam auf dem Sektor 24 zu Sturz und fiel aus dem Hauptfeld. Der Titelverteidiger Philippe Gilbert (Lotto Soudal) und Alexander Kristoff (UAE Team Emirates) waren bereits abgehängt worden.
Zwischen den Sektoren 21 und 20 kehrte für kurze Zeit Ruhe im Hauptfeld ein, sodass einige Fahrer erneut aufschließen konnten. Auf dem Sektor 20 jedoch das Team Deceuninck-Quick-Step das Tempo, sodass das Hauptfeld erneut in mehrere Gruppen zerfiel.
Der Wald von Arenberg
Kurz vor dem Trouée d’Arenberg (Sektor 19) hörte es auf zu regnen. Als erstes fuhren Florian Vermeersch und Nils Eekhoff in den ersten und bekanntesten 5-Sterne-Sektor ein. Ihr Vorsprung betrug 40 Sekunden auf die Verfolger und eine weitere Minute auf das Hauptfeld, das aus gerade einmal 15 Fahrern bestand. Die Verfolgergruppe zerfiel und bestand am Ende des Sektors aus acht Fahrern. Im Hauptfeld verschärfte Mathieu van der Poel das Tempo, dem nur Sonny Colbrelli (Bahrain Victorious), Mads Pedersen (Trek-Segafredo) und Guillaume Boivin (Israel Start-Up Nation) folgen konnten. Wout van Aert (Jumbo-Visma) verlor den Anschluss, da ihn ein gestürzter Fahrer blockierte. Kurz vor der Ausfahrt aus dem Wald von Arenberg kollidierte Mads Pedersen mit einem eingeholten Fahrer, wodurch die Gruppe erneut verkleinert wurde.
Auf dem folgenden Sektor 18 konnten jedoch Wout van Aert, Sep Vanmarcke (Israel Start-Up Nation) und Zdeněk Štybar (Deceuninck-Quick-Step) und einige andere Fahrer zur Gruppe rund um Mathieu van der Poel aufschließen. Anschließend wurde das Tempo wieder herausgenommen und so setzten sich Sonny Colbrelli und Jérémy Lecroq (B&B Hotels p/b KTM) 85 Kilometer vor dem Ziel von dem Hauptfeld ab. Wenig später stießen Baptiste Planckaert (Intermarché-Wanty-Gobert Matériaux) und Guillaume Boivin dazu und das Quartett konnte innerhalb von wenigen Kilometern einen Vorsprung von einer halben Minute auf die Favoriten herausfahren.
Wenig später wurden die beiden Führenden Florian Vermeersch und Nils Eekhoff von der Verfolgergruppe gestellt. Die neue Spitzengruppe hatte 80 Kilometer vor dem Ziel einen Vorsprung von 30 Sekunden auf die Gruppe um Sonny Colbrelli und eine Minute Vorsprung auf die Favoritengruppe.
Vorentscheidung
Kurz vor dem Sektor 16 fiel Mathieu van der Poel mit einem technischen Defekt zurück, kehrte jedoch auf dem Kopfsteinpflaster in die Favoritengruppe zurück und auf dem anschließenden Sektor 15. Er löste sich allein von der Gruppe und schloss kurz nach dem Kopfsteinpflaster zu der Gruppe rund um Sonny Colbrelli auf.
63 Kilometer vor dem Ziel setzten sich Gianni Moscon, Tom Van Asbroeck und Florian Vermeersch von der Spitzengruppe auf dem 14 Sektor ab. Rund eine Minute dahinter forcierte Mathieu van der Poel erneut das Tempo, sodass nur Sonny Colbrelli, Guillaume Boivin und Baptiste Planckaert ihm folgen konnten. Wenig später schlossen sie zu den abgehängten Fahrern der Spitzengruppe auf.
Auf dem Sektor 12 distanzierte Gianni Moscon seine Begleiter und führte das Rennen nun allein an. Er fuhr mit einem Vorsprung von 30 Sekunden auf seine Verfolger (Florian Vermeersch und Tom van Asbroeck) in den zweiten der drei 5-Sterne-Sektoren (Mons-en-Pévèle) ein. Dahinter folgten Mathieu van der Poel, Sonny Colbrelli und Guillaume Boivin mit einem Rückstand von rund einer Minute. Die Gruppe der weiteren Favoriten lag bereits zweieinhalb hinter dem Führenden Gianni Moscon zurück.
Zwischenzeitlich war die Sonne herausgekommen und Gianni Moscon konnte seinen Vorsprung beibehalten. Zwar schlossen Mathieu van der Poel, Sonny Colbrelli und Guillaume Boivin 39 Kilometer vor dem Ziel zu Florian Vermeersch und Tom Van Asbroeck auf, doch der Rückstand auf Gianni Moscon betrug nun eineinhalb Minuten. Dahinter konnte die Gruppe der weiteren Favoriten ihren Rückstand auf etwa zwei Minuten verringern.
Finale
30 Kilometer vor dem Ziel hatte der in Führung liegende Gianni Moscon eine Reifenpanne und verlor beim Radwechsel rund eine halbe Minute. Im folgenden Sektor 7 stürzte Gianni Moscon, wodurch sein Vorsprung auf wenige Sekunden sank. Auf dem Sektor 5 setzten sich Mathieu van der Poel, Sonny Collbrelli und Florian Vermeersch von Tom van Asbroeck und Guillaume Boivin ab, der auf dem immer noch schlammigen Kopfsteinpflaster stürzte.
Auf dem Carrefour de l’Arbre (Sektor 4) schloss das Trio zu dem führenden auf. Unmittelbar danach griff Sonny Colbrelli an und Gianni Moscon konnte nicht mehr folgen. Die letzten drei Sektoren brachten keine Entscheidung und so fuhren Mathieu van der Poel, Sonny Colbrelli und Florian Vermeersch gemeinsam in das Velodrome von Roubaix ein.
Den Sprint gewann Sonny Colbrelli vor Florian Vermeersch, der den Sprint eröffnet hatte, und Mathieu van der Poel. Sonny Colbrelli gewann Paris–Roubaix bei seinem ersten Antritt und war der erste italienische Sieger seit Andrea Tafi 1999.

## Rennergebnis
| \| Gesamtwertung \| Gesamtwertung \| Gesamtwertung \| Gesamtwertung \| Gesamtwertung \| \| Fahrer \| Fahrer \| Land \| Team \| Zeit \| \| ------------- \| -------------------- \| ------------- \| ---------------------------------- \| --------------- \| \| 1. \| Sonny Colbrelli \| Italien \| Bahrain Victorious \| 6 h 01 min 57 s \| \| 2. \| Florian Vermeersch \| Belgien \| Lotto-Soudal \| + 0 s \| \| 3. \| Mathieu van der Poel \| Niederlande \| Alpecin-Fenix \| + 0 s \| \| 4. \| Gianni Moscon \| Italien \| Ineos Grenadiers \| + 44 s \| \| 5. \| Yves Lampaert \| Belgien \| Deceuninck-Quick Step \| + 1 min 16 s \| \| 6. \| Christophe Laporte \| Frankreich \| Cofidis \| + 1 min 16 s \| \| 7. \| Wout van Aert \| Belgien \| Jumbo-Visma \| + 1 min 16 s \| \| 8. \| Tom Van Asbroeck \| Belgien \| Israel Start-Up Nation \| + 1 min 16 s \| \| 9. \| Guillaume Boivin \| Kanada \| Israel Start-Up Nation \| + 1 min 16 s \| \| 10. \| Heinrich Haussler \| Australien \| Bahrain Victorious \| + 1 min 16 s \| \| 11. \| Jonas Rutsch \| Deutschland \| EF Education-Nippo \| + 1 min 16 s \| \| 12. \| Max Walscheid \| Deutschland \| Qhubeka NextHash \| + 3 min 17 s \| \| 13. \| Anthony Turgis \| Frankreich \| TotalEnergies \| + 3 min 17 s \| \| 14. \| Alexander Kristoff \| Norwegen \| UAE Team Emirates \| + 4 min 40 s \| \| 15. \| Gianni Vermeersch \| Belgien \| Alpecin-Fenix \| + 4 min 40 s \| \| 16. \| Sebastian Langeveld \| Niederlande \| EF Education-Nippo \| + 4 min 45 s \| \| 17. \| Marco Haller \| Österreich \| Bahrain Victorious \| + 6 min 21 s \| \| 18. \| Amaury Capiot \| Belgien \| Arkéa-Samsic \| + 6 min 21 s \| \| 19. \| Baptiste Planckaert \| Belgien \| Intermarché-Wanty-Gobert Matériaux \| + 6 min 21 s \| \| 20. \| Luca Mozzato \| Italien \| B&B Hotels p/b KTM \| + 6 min 21 s \| |                      |             |                                    |                 |
| |                      |             |                                    |                 |
| Quelle: ProCyclingStats |                      |             |                                    |                 |
| Gesamtwertung |                      |             |                                    |                 |
| Fahrer | Fahrer               | Land        | Team                               | Zeit            |
| 1. | Sonny Colbrelli      | Italien     | Bahrain Victorious                 | 6 h 01 min 57 s |
| 2. | Florian Vermeersch   | Belgien     | Lotto-Soudal                       | + 0 s           |
| 3. | Mathieu van der Poel | Niederlande | Alpecin-Fenix                      | + 0 s           |
| 4. | Gianni Moscon        | Italien     | Ineos Grenadiers                   | + 44 s          |
| 5. | Yves Lampaert        | Belgien     | Deceuninck-Quick Step              | + 1 min 16 s    |
| 6. | Christophe Laporte   | Frankreich  | Cofidis                            | + 1 min 16 s    |
| 7. | Wout van Aert        | Belgien     | Jumbo-Visma                        | + 1 min 16 s    |
| 8. | Tom Van Asbroeck     | Belgien     | Israel Start-Up Nation             | + 1 min 16 s    |
| 9. | Guillaume Boivin     | Kanada      | Israel Start-Up Nation             | + 1 min 16 s    |
| 10. | Heinrich Haussler    | Australien  | Bahrain Victorious                 | + 1 min 16 s    |
| 11. | Jonas Rutsch         | Deutschland | EF Education-Nippo                 | + 1 min 16 s    |
| 12. | Max Walscheid        | Deutschland | Qhubeka NextHash                   | + 3 min 17 s    |
| 13. | Anthony Turgis       | Frankreich  | TotalEnergies                      | + 3 min 17 s    |
| 14. | Alexander Kristoff   | Norwegen    | UAE Team Emirates                  | + 4 min 40 s    |
| 15. | Gianni Vermeersch    | Belgien     | Alpecin-Fenix                      | + 4 min 40 s    |
| 16. | Sebastian Langeveld  | Niederlande | EF Education-Nippo                 | + 4 min 45 s    |
| 17. | Marco Haller         | Österreich  | Bahrain Victorious                 | + 6 min 21 s    |
| 18. | Amaury Capiot        | Belgien     | Arkéa-Samsic                       | + 6 min 21 s    |
| 19. | Baptiste Planckaert  | Belgien     | Intermarché-Wanty-Gobert Matériaux | + 6 min 21 s    |
| 20. | Luca Mozzato         | Italien     | B&B Hotels p/b KTM                 | + 6 min 21 s    |